# Потік Хеле-Шоу

Порівняння потоку води в комірці Хеле-Шоу навколо півциліндра та ліній струму потенційного потоку навколо циліндра.

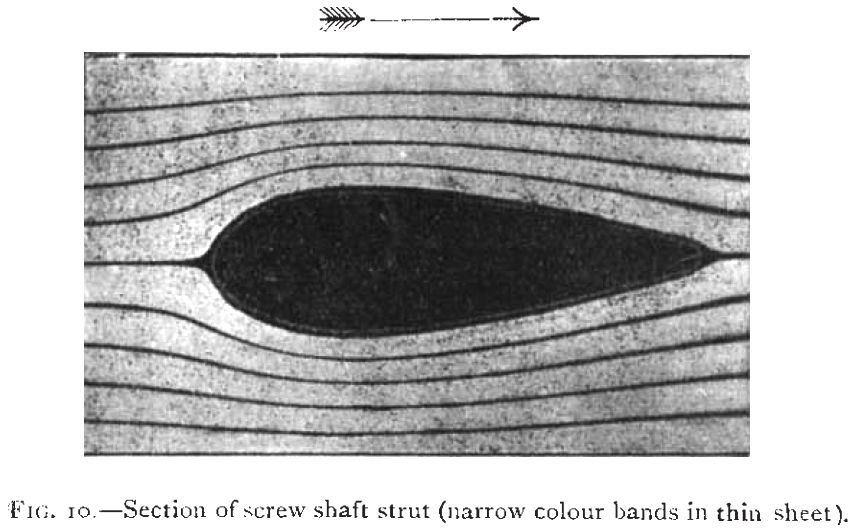
Потік Хеле-Шоу навколо секції підшипника гребного вала судна. Цю секцію також можна розглядати як «секцію самого судна».

Потік Хеле-Шоу визначається як потік, що відбувається між двома паралельними плоскими пластинами, розділеними вузьким зазором, що задовольняє певні умови, названий на честь Генрі Селбі Хеле-Шоу, який вивчав цю проблему в 1898 році. Різні задачі механіки рідин можна апроксимувати потоками Хеле-Шоу, тому дослідження цих потоків має важливе значення. Апроксимація потоку Хеле-Шоу особливо важлива для мікропотоків. Це пов'язано з технологіями виробництва, які створюють неглибокі площинні конфігурації, та типово низькими числами Рейнольдса мікропотоків.